# Shuijing Shuiku
Shuijing Shuiku (kinesiska: 水迳水库) är en reservoar i Kina. Den ligger i provinsen Guangdong, i den södra delen av landet, omkring 62 kilometer nordväst om provinshuvudstaden Guangzhou. Shuijing Shuiku ligger 28 meter över havet. Arean är 1,3 kvadratkilometer. Trakten runt Shuijing Shuiku består till största delen av jordbruksmark. Den sträcker sig 2,4 kilometer i nord-sydlig riktning, och 2,1 kilometer i öst-västlig riktning.
Genomsnittlig årsnederbörd är 2 190 millimeter. Den regnigaste månaden är maj, med i genomsnitt 366 mm nederbörd, och den torraste är januari, med 32 mm nederbörd.